# Hoplitis pygmaea
Hoplitis pygmaea är en biart som först beskrevs av Philip Hunter Timberlake och Charles Duncan Michener 1950. Hoplitis pygmaea ingår i släktet gnagbin och familjen buksamlarbin. Inga underarter finns listade.
Arten förekommer i västligaste USA. Den är polylektisk, den flyger till blommande växter från flera olika familjer, som korgblommiga växter, strävbladiga växter, ärtväxter och tamariskväxter.